# Herman-Walther Frey
Herman-Walther Frey (* 26. März 1888 in Berlin-Schöneberg; † 28. April 1968 in Freiburg im Breisgau) war ein deutscher Verwaltungsjurist, Musikwissenschaftler und Kunsthistoriker.

## Leben
Frey wurde als Sohn des Berliner Kunsthistorikers Carl Frey (1857–1917) in der Maaßenstraße 17 geboren. Schon als Kind entwickelte er durch seinen Vater ein ausgeprägtes Interesse an kunsthistorischen und musikgeschichtlichen Themen. Nach dem Jurastudium war er von 1920 bis 1935 in der Reichsfinanzverwaltung tätig. Zum 1. Dezember 1930 trat er der NSDAP (Mitgliedsnummer 338.334), 1933 auch der SA bei. Darüber hinaus wurde er Mitglied der Deutschen Christen. Frey war von 1935 bis 1945 Referent im Amt Wissenschaft des Reichserziehungsministeriums, wo er Einfluss auf zahlreiche akademische Karrieren nehmen konnte. Innerhalb des Ministeriums betreute er die Fächer Musik- und Theaterwissenschaft, die Vor- und Frühgeschichte, Orientalistik und Kunstgeschichte sowie die evangelische und katholische Theologie.
Nach Kriegsende wurde Frey von August 1945 bis November 1946 im amerikanischen Lager Altenstadt bei Schongau in Bayern interniert. Danach lebte er als Pensionär und Hobbyforscher in Freiburg. In seinem Spruchkammerverfahren wurde Frey 1949 abschließend als „Mitläufer“ eingestuft.
Frey war der Vater des Prähistorikers Otto-Herman Frey.

## Veröffentlichungen (Auswahl)
- Der literarische Nachlass Giorgio Vasaris. Hrsg. und mit kritischem Apparate versehen von Karl Frey, Vorwort von Herman-Walther Frey. Band 1, 1923; Band 2, 1930.
- Der literarische Nachlass Giorgio Vasaris. Band 3: Neue Briefe von Giorgio Vasari. [1557–1573]. Hrsg. und erl. von Herman-Walther Frey, A. Hopfer, Burg bei Magdeburg 1940.
- Ruggiero Giovannelli: Missa vestiva i colli für acht Stimmen a cappella. Hrsg. von Herman-Walther Frey. Gregorius-Musikverlag, Münster 1958.
- Die Diarien der Sixtinischen Kapelle in Rom, der Jahre 1560 und 1561 (Diarium 5 fol. 156–192, Diarium 6), hrsg. u. erläutert von Herman-Walther Frey. Schwann, Düsseldorf 1959.
- Michelagniolo Buonarotti. Die Briefe. Übersetzt von Karl Frey. Mit erweiterten Anmerkungen neu hrsg. von Herman-Walther Frey. de Gruyter, Berlin 1961.